# Dryobotodes monochroma
Dryobotodes monochroma là một loài bướm đêm trong họ Noctuidae.